# Characta bituberculata
Characta bituberculata är en insektsart som beskrevs av Ludwig Redtenbacher 1892. Characta bituberculata ingår i släktet Characta och familjen vårtbitare. Inga underarter finns listade i Catalogue of Life.